# Nordmannsturm
Der Nordmannsturm ist ein 19 Meter hoher Aussichtsturm im Deister auf der Gemarkung von Nienstedt, einem Ortsteil der Stadt Bad Münder. Er steht auf dem Reinekensiekskopf am Kammweg des Deisters in einer Höhe von 382 m ü. NHN.

## Geschichte
Der Turm wurde 1863 von dem hannoverschen Maurermeister Constantin Nordmann erbaut. Die Steinquader zum Aufbau stammten aus dem Steinbruch „Teufelskammer“ am südwestlichen Hang des Deisters. Der Turm wurde 1881 durch einen Blitzeinschlag fast vollständig zerstört, jedoch im folgenden Jahr von Nordmann wiederaufgebaut. Eine erste Schutzhütte wurde 1913 am Fuß des Turms errichtet. 1933 kam der Turm in den Besitz des Hannoverschen Touristenvereins. Eine Sanierung erfolgte 1998 mit finanzieller Hilfe der Städte Barsinghausen und Bad Münder, des Großraumverbands Hannover und des Landkreises Hameln-Pyrmont unter Einwerbung von EU-Fördergeldern. Im Jahr 2000 wurden der Anschluss an das Kanalnetz hergestellt und ein Anbau für Küche und Sanitäranlagen erstellt. 2001 übernahm Bad Münder den Turm für einen symbolischen Preis und kaufte 2002 auch das Grundstück. Seitdem sorgt ein Förderverein für den unter Denkmalschutz stehenden Nordmannsturm. Auf dem Gelände wurden 2003 ein Lagergebäude und 2006 ein Pavillon gebaut.
Der Turm kann während der Öffnungsstunden der Gaststätte gegen eine Spende von 50 Cent bestiegen werden.